# Elena Fanchini
Elena Fanchini (Lovere, 30 april 1985 – Pian Camuno, 8 februari 2023) was een Italiaanse alpineskiester. Ze nam driemaal deel aan de Olympische Winterspelen, maar behaalde geen medaille. Elena was de oudere zus van skiesters Nadia en Sabrina Fanchini.

## Carrière
Fanchini maakte haar wereldbekerdebuut in januari 2005 tijdens de afdaling in Santa Caterina di Valfurva. Amper enkele weken later werd Fanchini al tweede op de afdaling op het wereldkampioenschap. Op het einde van datzelfde jaar won ze haar enige wereldbekerwedstrijd: in Lake Louise won ze als 20-jarige de afdaling voor de oudgedienden Michaela Dorfmeister en Alexandra Meissnitzer.
In 2006 nam Fanchini een eerste keer deel aan de Olympische Winterspelen. In Turijn eindigde Fanchini 29e op de olympische afdaling. Op de Olympische Winterspelen 2010 was Fanchini opnieuw van de partij. Ze behaalde een 14e plaats op de super G. In 2014, op de Olympische Winterspelen 2014 eindigde Fanchini 12e op de afdaling. De voorbereiding op de Olympische Winterspelen 2018 moest ze staken vanwege behandelingen voor kanker. Ze keerde wel terug op de piste.  In 2020 beëindigde ze, net als haar zus Nadia, haar loopbaan.
Elena Fanchini overleed in februari 2023 op 37-jarige leeftijd aan kanker.

## Resultaten

### Titels
Italiaanse kampioene afdaling - 2005, 2007, 2010

### Olympische Spelen
| Jaar | Plaats    | Resultaten                        |
| ---- | --------- | --------------------------------- |
| 2006 | Turijn    | 29e Afdaling DNF Super G          |
| 2010 | Vancouver | 14e Super G DNF Afdaling          |
| 2014 | Sotsji    | 12e Afdaling DNS2 Supercombinatie |

### Wereldkampioenschappen
| Jaar | Plaats                 | Resultaten                                    |
| ---- | ---------------------- | --------------------------------------------- |
| 2005 | Bormio                 | Afdaling · 20e Combinatie · DNF Reuzenslalom  |
| 2007 | Åre                    | 27e Afdaling 31e Super G DNS Super-Combinatie |
| 2011 | Garmisch-Partenkirchen | 16e Afdaling 18e Super G                      |
| 2013 | Schladming             | 9e Afdaling 15e Supercombinatie               |
| 2015 | Vail/Beaver Creek      | 16e Combinatie 26e Afdaling                   |
| 2017 | Sankt Moritz           | 14e Afdaling                                  |

### Wereldbeker
Eindklasseringen
| Seizoen   | Algm | AD  | SG  | SC  |
| --------- | ---- | --- | --- | --- |
| 2004/2005 | 75e  | 32e | 45e | -   |
| 2005/2006 | 41e  | 12e | 47e | -   |
| 2006/2007 | 77e  | 30e | 50e | -   |
| 2007/2008 | 45e  | 23e | 34e | 39e |
| 2009/2010 | 53e  | 24e | 26e | -   |
| 2010/2011 | 28e  | 12e | 25e | -   |
| 2011/2012 | 36e  | 13e | 32e | 18e |
| 2012/2013 | 62e  | 22e | 47e | 37e |
| 2013/2014 | 33e  | 10e | 42e | -   |
| 2014/2015 | 17e  | 5e  | 19e | -   |
| 2015/2016 | 51e  | 24e | 24e | -   |
| 2016/2017 | 57e  | 16e | 50e | -   |
| 2017/2018 | 70e  | 27e | 40e | -   |

Wereldbekerzeges
| Datum           | Plaats            | Onderdeel |
| --------------- | ----------------- | --------- |
| 2 december 2005 | Lake Louise       | Afdaling  |
| 16 januari 2015 | Cortina d'Ampezzo | Afdaling  |